# Vajda Imre
| Vajda Imre                                | Vajda Imre                                     |
| Kattints az alábbi külső linkek egyikére! | Kattints az alábbi külső linkek egyikére!      |
| ----------------------------------------- | ---------------------------------------------- |
| Nem található szabad kép.(?)              |                                                |
| külső link · jogvédett                    | Vajda Imre. Magyar életrajzi lexikon. Arcanum. |

Vajda Imre (Budapest, 1900. július 24. – Bécs, 1969. augusztus 30.) közgazdász, akadémikus; szociáldemokrata, később kommunista párti gazdaságpolitikus, többszörös államtitkár volt. Bár fontos szerepe volt a Magyar Dolgozók Pártjának létrehozásában, 1950-ben életfogytiglani börtönre ítélték. 1956-ban rehabilitálták, ezt követően tudományos tevékenységet folytatott.

## Életútja 1945-ig
Polgári családból származott, apja Vajda Lajos (1859–1912) bankbizományosként dolgozott, anyja Weisz Szidónia volt. Kiválóan megtanult németül, franciául és angolul. 1917-ben, miután elvégezte a kereskedelmi iskolát, a Hollandia Rt.-nél helyezkedett el, és megfordult a cég budapesti, bécsi és amszterdami kirendeltségeinél is. Még ebben az évben belépett a Szociáldemokrata Pártba. 1918-ban hazatért, a vállalat munkástanácsának tagja lett, a Tanácsköztársaság idején pedig belépett a Vörös Hadseregbe, ahol századparancsnoki rangig jutott. Szerepvállalása miatt 1920-ban jobbnak látta Ausztriába emigrálni.
1938-ig Bécsben élt és a Koch and Co. nyersanyag-importőr vállalat cégvezetőjeként dolgozott. Az emigrációban is politizált: eleinte a Világosság körül szerveződő csoporthoz csatlakozott, később az Ernst Fischer vezette, 1934-es sikertelen munkásfelkelésük után kommunistákhoz csatlakozó forradalmi szocialisták támogatója lett, 1935-ig pedig az illegális osztrák kommunista mozgalom központi vezetőségének is tagja lett. Emiatt 1936-ban letartóztatták és fél év börtönbüntetésre ítélték, majd miután rendőri felügyelet alatt tartották, az Anschlusst követően kiutasították az országból. Ekkor visszatelepült Budapestre, ahol Riedl Miklós nyersanyag-behozatali vállalatánál kapott állást. 1944-ben munkatáborba deportálták, ahonnan sikeresen megszökött.

## Az MSZDP baloldalán
1945-től az MSZDP vezető funkcionáriusa lett; a párton belül a kommunistákkal való együttműködést szorgalmazó tömb (az 1947-től kiformálódó ún. baloldali hatok) egyik hangadója volt. 1945 áprilisában a párt értelmiségi titkárságának vezetője, augusztusban az országos vezetőség tagja és a gazdasági bizottság elnöke lett. 1945 novemberben majd 1947 augusztusában az MSZDP országos listájáról szerzett nemzetgyűlési mandátumot: a törvényhozás politikai bizottságának tagja és (főleg gazdasági kérdésekben) aktív felszólalója volt. Képviselősége mellett kormányzati feladatokat is kapott: 1945–46 során a Kereskedelmi és Szövetkezetügyi Minisztérium osztályvezetője, 1946 júniusától adminisztratív államtitkára lett. 1947 július közepén a gazdaságirányításban kulcsszerepet betöltő Országos Tervhivatal alelnöke, augusztus 1-jén pedig elnöke lett, amely tisztségét 1949. május 1-jéig töltötte be. Ezzel párhuzamosan a Szén- és Olajipari Rt. igazgatóságának tagja (1946–1948), Bán Antal emigrációját követően pedig 1948 február végétől november közepéig az Iparügyi Minisztériumban lett államtitkár. Ezalatt nyelvtudásának köszönhetően több alkalommal megfordult Nyugat-Európa különféle szocialista konferenciáin.

## Állami funkciók és börtönévek
1948 júniusában a pártegyesülés egyik szószólójaként az újonnan megalakult MDP Központi Vezetőségébe és Politikai Bizottságába is beválasztották. Ugyanez év decemberében a Magyar Tudományos Tanács elnökségének tagja, később közgazdász társelnöke, illetve az Országos Szabványügyi Tanács elnöke lett. 1949 májusában ismét képviselővé választották, júniusban pedig a Belkereskedelmi Minisztérium államtitkára lett. 1950 augusztusában érte el a tavasszal megindult, volt szociáldemokraták ellen irányuló, egyebek mellett Szakasits Árpád ET-elnök vagy Marosán György pártfőtitkár-helyettes bebörtönzésével és Ries István igazságügy-miniszter meggyilkolásával járó tisztogató kampány: az ÁVH elfogta egy szovjetunióbeli utazását követően. A bíróság novemberben, a Szakasits-per harmadrendű vádlottjaként, nemzetközi mozgalmi kapcsolataira alapozva, „háborús bűntett, kémkedés és a demokratikus államrend megdöntése” vádjában bűnösnek találta és életfogytiglani fegyházbüntetésre ítélte, amit decemberben a Legfelsőbb Bíróság is jóváhagyott. Feleségét eközben Fehérgyarmatra telepítették.

## A tudományos tevékenység évei
1956 márciusában szabadult, a júniusi perújítás során pedig bűncselekmény hiányában felmentették és rehabilitálták. Szeptembertől a Közgazdasági Egyetem külgazdasági előadója lett. Az 1956-os forradalom idején, bár hatással volt az egyetemistákra, az indulatoktól megrémülve nem csatlakozott a mozgalomhoz. December végén Justus Pállal és Horváth Zoltánnal közösen nyílt levelet írt Marosán Györgynek, kifejtve benne azokat a feltételeket, amelyek teljesülésével hajlandóak lennének csatlakozni a Kádár-kormányhoz. Ezután külföldi tárgyalásokon képviselte Magyarországot, és tagja volt a magyar ENSZ-delegációnak is.
Az aktív politikai szerepléstől ezután is távol maradt, inkább közgazdászként tevékenykedett. Részt vett a Nyers Rezső vezette gazdasági reformbizottság munkájában és a Magyar Közgazdasági Társaság újjászervezésében, amelynek elnöke lett. 1963-ban szerzett doktori fokozatot. 1965-ben nyugdíjazták, ekkor befejezte a tanítást, de tovább folytatta a tudományos munkát és rendszeresen publikált a Magyar Nemzetben. Tudományos eredményeire való tekintettel 1967-ben a Magyar Tudományos Akadémia levelező tagja, illetve az MTA közgazdaság-tudományi bizottságának tagja lett. 1969-ben, egy ausztriai előadó-körúton érte a halál.

## Fő művei
- A kapitalizmus újabbkori fejlődése. Imperializmus; Világosság Ny., Budapest, 1945
- Van-e harmadik út?; Világosság Ny., Budapest, 1947 (A Kunfi-Gárda könyvei)
- Gerő Ernő, Vas Zoltán, Vajda Imre felszólalásai a Központi Vezetőség nov. 27-iki ülésén; Szikra Ny., Budapest, 1948
- Az ötéves terv; Szikra, Budapest, 1949
- Nemzetgazdaságunk új feladatai. Gerő Ernő, Vas Zoltán, Vajda Imre felszólalásai; Szikra, Budapest, 1949
- Kereskedelem politika; Róka soksz., Budapest, 1950
- Nemzetközi kereskedelem (tankönyv, 1959)
- Kelet-nyugati kereskedelem; Kisipari Szövetkezetek Országos Szövetsége, Budapest, 1960
- Külkereskedelmünk a második hároméves terv időszakában. 1958-1960; Kossuth, Budapest, 1961
- Előadások és tanulmányok a szocialista külkereskedelem köréből; Marx Károly Közgazdaságtudományi Egyetem, Budapest, 1962
- Szocialista külkereskedelem. A KGST és a szocialista nemzetközi munkamegosztás; közrem. Viliam Cerniansky et al.; Közgazdasági és Jogi, Budapest, 1963
- Szakosítás és árukoncentráció a világkereskedelemben és a magyar külkereskedelemben; Konjunktúra- és Piackutató Intézet, Budapest, 1964
- Magyarország és a világ kereskedelme (1965)

## Díjai, elismerései
- Magyar Köztársasági Érdemrend tiszti keresztje (1947), középkeresztje (1948)
- Kossuth-érdemrend, III. osztály (1948)
- Magyar Népköztársasági Érdemrend, III. fokozat (1950)
- Munka Érdemrend, arany fokozat (1965, 1969)
- Szocialista Hazáért Érdemrend (1967)